# ATP World Tour Masters 1000
L'ATP World Tour Masters 1000 és un conjunt de nou torneigs de tennis que formen part del circuit professional de l'Associació de Tennistes Professionals (ATP). Es disputen al llarg d'una temporada en diverses ciutats del món, a Europa, a l'Amèrica del Nord i l'Àsia (des de 2009). Després dels torneigs del Grand Slam són els torneigs de més jerarquia dins el circuit de l'ATP, la participació en els quals és obligatòria per als tennistes de major rànquing mundial.
Aquesta terminologia parteix de l'any 1990, quan l'ATP va decidir reorganitzar els torneigs mundials i classificar-los en categories i importància. El resultats obtinguts en aquests torneigs atorguen als jugadors més punts per al rànquing mundial que qualsevol altre torneig regular llevat dels torneigs del Grand Slam o de la Copa Masters. Fins a l'any 2007 es disputaven al màxim de cinc sets però des de llavors són al màxim de tres.

## Història
Aquesta categoria es va introduir l'any 1990 amb la intenció de reunir els nou torneigs més prestigiosos que fins al moment formaven la categoria Grand Prix Tour Championship Series (1970-1989). Originalment es van anomenar ATP Championship Series, el 1993 van canviar a Mercedes-Benz Super 9 i el 2000 a Tennis Masters Series.
El nom actual es va establir la temporada 2009 afegint el número 1000 al nom, que representa el nombre de punts de rànquing que sumen el guanyadors dels torneigs. Contràriament als plans previs, el nombre de torneigs no es va reduir de 9 a 8, i el Masters de Montecarlo continuà sent part de les sèries, però a diferència d'altres esdeveniments, la seva participació no era obligatòria. El torneig Masters d'Hamburg va ser degradat a la categoria d'ATP World Tour 500. El torneig Masters de Madrid va traslladar les seves dates al mes de maig, i sobre pista de terra batuda. El torneig d'Hamburg va ser reemplaçat per un nou torneig a Xangai i va agafar les dates de l'antic torneig de Madrid a l'octubre a pista interior. Tots els torneigs Masters es disputen en una setmana excepte els Indian Wells i Miami.
A partir de 2011, 6 dels 9 torneigs de nivell "1000" són combinats ATP i esdeveniments WTA, més concretament 3 torneigs WTA Premier Mandatory i 3 torneigs WTA Premier 5, els quals tenen un status similar als torneig ATP Masters 1000.

## Torneigs
Els llocs on es disputen els nou torneigs de la Sèrie Masters acostumen a ser fixos, tot i que alguns han canviat amb el temps. Els actuals són els següents:
| Torneig                | País            | Període | Lloc                                              | Superfície    | Creació |
| ---------------------- | --------------- | ------- | ------------------------------------------------- | ------------- | ------- |
| Masters d'Indian Wells | Estats Units    | març    | Indian Wells Tennis Garden, Indian Wells          | Dura          | 1987    |
| Masters de Miami       | Estats Units    | març    | Tennis Center at Crandon Park, Key Biscayne       | Dura          | 1985    |
| Masters de Montecarlo  | Mònaco          | abril   | Monte Carlo Country Club, Roquebrune-Cap-Martin   | Terra batuda  | 1897    |
| Masters de Madrid      | Espanya         | maig    | Caja Mágica, Madrid                               | Terra batuda  | 2002    |
| Masters de Roma        | Itàlia          | maig    | Foro Italico, Roma                                | Terra batuda  | 1930    |
| Masters del Canadà     | Canadà          | agost   | Stade Uniprix, Mont-real / Rexall Centre, Toronto | Dura          | 1881    |
| Masters de Cincinnati  | Estats Units    | agost   | Lindner Family Tennis Center, Mason (Ohio)        | Dura          | 1899    |
| Masters de Shanghai    | R.P. de la Xina | octubre | Qi Zhong Stadium, Xangai                          | Dura          | 2009    |
| Masters de París       | França          | octubre | Palais Omnisports de Paris-Bercy, París           | Dura interior | 1968    |

## Punts ATP
| Tour            | Punts |
| --------------- | ----- |
| Guanyador       | 1000  |
| Finalista       | 600   |
| Semi-finalista  | 360   |
| Quart-finalista | 180   |
| Ronda de 16     | 90    |
| Ronda de 32     | 45    |
| Ronda de 64     | 10    |

## Resultats

### 2017
| Tournament   | Guanyador individual | Finalista          | Resultat      | Guanyadors dobles                   | Finalistes                           | Resultat            |
| ------------ | -------------------- | ------------------ | ------------- | ----------------------------------- | ------------------------------------ | ------------------- |
| Indian Wells | Roger Federer        | Stanislas Wawrinka | 6−4, 7−5      | Raven Klaasen Rajeev Ram            | Lukasz Kubot Marcelo Melo            | 6−7(1), 6−4, [10−8] |
| Miami        | Roger Federer        | Rafael Nadal       | 6-3, 6-4      | Łukasz Kubot Marcelo Melo           | Nicholas Monroe Jack Sock            | 7-5, 6-3            |
| Montecarlo   | Rafael Nadal         | Novak Đoković      | 6−1, 6−3      | Rohan Bopanna Pablo Cuevas          | Feliciano López Marc López           | 6−3, 3−6, [10−4]    |
| Madrid       | Rafael Nadal         | Dominic Thiem      | 7−6(8), 6−4   | Łukasz Kubot Marcelo Melo           | Nicolas Mahut Édouard Roger-Vasselin | 7−5, 6−3            |
| Roma         | Alexander Zverev     | Novak Đoković      | 6−4, 6−3      | Pierre-Hugues Herbert Nicolas Mahut | Ivan Dodig Marcel Granollers         | 4−6, 6−4, [10−3]    |
| Montreal     | Alexander Zverev     | Roger Federer      | 6-3, 6-4      |                                     |                                      |                     |
| Cincinnati   | Grigor Dimitrov      | Nick Kyrgios       | 6-3, 7-5      |                                     |                                      |                     |
| Shanghai     | Roger Federer        | Rafael Nadal       | 6-4, 6-3      |                                     |                                      |                     |
| Paris        | Jack Sock            | Filip Krajinović   | 5-7, 6-4, 6-1 |                                     |                                      |                     |

### 2016
| Tournament   | Guanyador individual | Finalista             | Resultat         | Guanyadors dobles                   | Finalistes                          | Resultat               |
| ------------ | -------------------- | --------------------- | ---------------- | ----------------------------------- | ----------------------------------- | ---------------------- |
| Indian Wells | Novak Djokovic       | Milos Raonic          | 6-2, 6-0         | Pierre-Hugues Herbert Nicolas Mahut | Vasek Pospisil Jack Sock            | 6-3, 7-6(5)            |
| Miami        | Novak Djokovic       | Kei Nishikori         | 6-3, 6-3         | Pierre-Hugues Herbert Nicolas Mahut | Raven Klaasen Rajeev Ram            | 5-7, 6-1, [10-7]       |
| Monte Carlo  | Rafael Nadal         | Gael Monfils          | 7-5, 5-7, 6-0    | Pierre-Hugues Herbert Nicolas Mahut | Jamie Murray Bruno Soares           | 4-6, 6-0, [10-6]       |
| Madrid       | Novak Djokovic       | Andy Murray           | 6-2, 3-6, 6-3    | Jean-Julien Rojer Horia Tecau       | Rohan Bopanna Florin Mergea         | 6-4, 7-6(5)            |
| Roma         | Andy Murray          | Novak Djokovic        | 6-3, 6-3         | Bob Bryan Mike Bryan                | Vasek Pospisil Jack Sock            | 2-6, 6-3, [10-7]       |
| Toronto      | Novak Djokovic       | Kei Nishikori         | 6-3, 7-5         | Ivan Dodig Marcelo Melo             | Jamie Murray Bruno Soares           | 6-4, 6-4               |
| Cincinnati   | Marin Čilić          | Andy Murray           | 6-4, 7-5         | Ivan Dodig Marcelo Melo             | Jean-Julien Rojer Horia Tecau       | 7-6(5), 6(5)-7, [10-6] |
| Shanghai     | Andy Murray          | Roberto Bautista Agut | 7-6(1), 6-1      | John Isner Jack Sock                | Henri Kontinen John Peers           | 6–4, 6-4               |
| Paris        | Andy Murray          | John Isner            | 6–3, 6(4)–7, 6-4 | Henri Kontinen John Peers           | Pierre-Hugues Herbert Nicolas Mahut | 6–4, 3-6, [10-6]       |

### 2015
| Tournament   | Guanyador individual | Finalista          | Resultat         | Guanyadors dobles                    | Finalistes                           | Resultat            |
| ------------ | -------------------- | ------------------ | ---------------- | ------------------------------------ | ------------------------------------ | ------------------- |
| Indian Wells | Novak Djokovic       | Roger Federer      | 6–3, 6(5)–, 6–2  | Vasek Pospisil Jack Sock             | Simone Bolelli Fabio Fognini         | 6–4, 6(3)–7, [10-7] |
| Miami        | Novak Djokovic       | Andy Murray        | 7–6(3), 4–6, 6-0 | Bob Bryan Mike Bryan                 | Vasek Pospisil Jack Sock             | 6-3, 1-6, [10-8]    |
| Monte Carlo  | Novak Djokovic       | Tomáš Berdych      | 7–5, 4-6, 6-3    | Bob Bryan Mike Bryan                 | Simone Bolelli Fabio Fognini         | 7-6(3), 6-1         |
| Madrid       | Andy Murray          | Rafael Nadal       | 6-3, 6-2         | Rohan Bopanna Florin Mergea          | Marcin Matkowski Nenad Zimonjić      | 6–2, 6(5)–7, [11-9] |
| Roma         | Novak Djokovic       | Roger Federer      | 6-4, 6-3         | Pablo Cuevas David Marrero           | Marcel Granollers Marc López         | 6–2, 6(5)-7, [11-9] |
| Montreal     | Andy Murray          | Novak Djokovic     | 6-4, 4-6, 6-3    | Bob Bryan Mike Bryan                 | Daniel Nestor Édouard Roger-Vasselin | 7-6(5), 3-6, [10-6] |
| Cincinnati   | Roger Federer        | Novak Djokovic     | 7-6(1), 6–3      | Daniel Nestor Édouard Roger-Vasselin | Marcin Matkowski Nenad Zimonjić      | 6–2, 6–2            |
| Shanghai     | Novak Djokovic       | Jo-Wilfried Tsonga | 6-2, 6-4         | Raven Klaasen Marcelo Melo           | Simone Bolelli Fabio Fognini         | 6–3, 6-3            |
| Paris        | Novak Djokovic       | Andy Murray        | 6–2, 6–4         | Ivan Dodig Marcelo Melo              | Vasek Pospisil Jack Sock             | 2–6, 6–3, [10-5]    |

### 2014
| Tournament   | Guanyador individual | Finalista     | Resultat           | Guanyadors dobles            | Finalistes                              | Resultat            |
| ------------ | -------------------- | ------------- | ------------------ | ---------------------------- | --------------------------------------- | ------------------- |
| Indian Wells | Novak Djokovic       | Roger Federer | 3–6, 6–3, 7–6(7–3) | Bob Bryan Mike Bryan         | Alexander Peya Bruno Soares             | 6–4, 6–3            |
| Miami        | Novak Djokovic       | Rafael Nadal  | 6–3, 6–3           | Bob Bryan Mike Bryan         | Juan Sebastián Cabal Robert Farah       | 7–6(10–8), 6–4      |
| Monte Carlo  | Stanislas Wawrinka   | Roger Federer | 4–6, 7–6(7–5), 6–2 | Bob Bryan Mike Bryan         | Ivan Dodig Marcelo Melo                 | 6–3, 3–6, [10–8]    |
| Madrid       | Rafael Nadal         | Kei Nishikori | 2–6, 6–4, 3–0 ret. | Daniel Nestor Nenad Zimonjić | Bob Bryan Mike Bryan                    | 6–4, 6–2            |
| Rome         | Novak Djokovic       | Rafael Nadal  | 4–6, 6–3, 6–3      | Daniel Nestor Nenad Zimonjić | Robin Haase Feliciano Lopez             | 6–4, 7–6(7–2)       |
| Toronto      | Jo-Wilfried Tsonga   | Roger Federer | 7–5, 7–6(7–3)      | Alexander Peya Bruno Soares  | Ivan Dodig Marcelo Melo                 | 6–4, 6–3            |
| Cincinnati   | Roger Federer        | David Ferrer  | 6–3, 1–6, 6–2      | Bob Bryan Mike Bryan         | Vasek Pospisil Jack Sock                | 6–3, 6–2            |
| Shanghai     | Roger Federer        | Gilles Simon  | 7–6(8–6), 7–6(7–2) | Bob Bryan Mike Bryan         | Julien Benneteau Édouard Roger-Vasselin | 6–3, 7–6(7–3)       |
| Paris        | Novak Djokovic       | Milos Raonic  | 6–2, 6–3           | Bob Bryan Mike Bryan         | Marcin Matkowski Jürgen Melzer          | 7–6(7–5), 5–7, 10-6 |

### 2013
| Tournament   | Guanyador individual | Finalista             | Resultat            | Guanyadors dobles                      | Finalistes                           | Resultat                   |
| ------------ | -------------------- | --------------------- | ------------------- | -------------------------------------- | ------------------------------------ | -------------------------- |
| Indian Wells | Rafael Nadal         | Juan Martín del Potro | 4–6, 6–3, 6–4       | Bob Bryan Mike Bryan                   | Treat Huey Jerzy Janowicz            | 6–3, 3–6, [10–6]           |
| Miami        | Andy Murray          | David Ferrer          | 2–6, 6–4, 7–6(7–1)  | Aisam-Ul-Haq Qureshi Jean-Julien Rojer | Mariusz Fyrstenberg Marcin Matkowski | 6–4, 6–1                   |
| Monte Carlo  | Novak Đoković        | Rafael Nadal          | 6–2, 7–6(7–1)       | Julien Benneteau Nenad Zimonjic        | Bob Bryan Mike Bryan                 | 4–6, 7–6(7–4), [14–12]     |
| Madrid       | Rafael Nadal         | Stanislas Wawrinka    | 6–2, 6–4            | Bob Bryan Mike Bryan                   | Alexander Peya Bruno Soares          | 6–2, 6–3                   |
| Rome         | Rafael Nadal         | Roger Federer         | 6–1, 6–3            | Bob Bryan Mike Bryan                   | Mahesh Bhupathi Rohan Bopanna        | 6–2, 6–3                   |
| Montreal     | Rafael Nadal         | Milos Raonic          | 6–2, 6–2            | Alexander Peya Bruno Soares            | Colin Fleming Andy Murray            | 6–4, 7–6(7–4)              |
| Cincinnati   | Rafael Nadal         | John Isner            | 7–6(10–8), 7–6(7–3) | Bob Bryan Mike Bryan                   | Marcel Granollers Marc Lopez         | 6–4, 4–6, [10–4]           |
| Shanghai     | Novak Djokovic       | Juan Martín del Potro | 6–1, 3–6, 7–6(7–3)  | Ivan Dodig Marcelo Melo                | David Marrero Fernando Verdasco      | 7–6(7–2), 6–7(6–8), [10–2] |
| Paris        | Novak Djokovic       | David Ferrer          | 7–5, 7–5            | Bob Bryan Mike Bryan                   | Alexander Peya Bruno Soares          | 6–3, 6–3                   |

### 2012
| Tournament   | Guanyador individual | Finalista       | Resultat             | Guanyadors dobles                    | Finalistes                             | Resultat              |
| ------------ | -------------------- | --------------- | -------------------- | ------------------------------------ | -------------------------------------- | --------------------- |
| Indian Wells | Roger Federer        | John Isner      | 7–6(9–7), 6–3        | Marc Lopez Rafael Nadal              | John Isner Sam Querrey                 | 6–2, 7–6(7–3)         |
| Miami        | Novak Đoković        | Andy Murray     | 6–1, 7–6(7–4)        | Leander Paes Radek Štěpánek          | Maks Mirni Daniel Nestor               | 3–6, 6–1, [10–8]      |
| Monte Carlo  | Rafael Nadal         | Novak Đoković   | 6–3, 6–1             | Bob Bryan Mike Bryan                 | Maks Mirni Daniel Nestor               | 6–2, 6–3              |
| Madrid       | Roger Federer        | Tomáš Berdych   | 3–6, 7–5, 7–5        | Mariusz Fyrstenberg Marcin Matkowski | Robert Lindstedt Horia Tecău           | 6–3, 6–4              |
| Rome         | Rafael Nadal         | Novak Đoković   | 7–5, 6–3             | Marcel Granollers Marc Lopez         | Lukasz Kubot Janko Tipsarevic          | 6-3, 6-2              |
| Toronto      | Novak Đoković        | Richard Gasquet | 6–3, 6–2             | Bob Bryan Mike Bryan                 | Marcel Granollers Marc Lopez           | 6–1, 4–6, [12–10]     |
| Cincinnati   | Roger Federer        | Novak Đoković   | 6–0, 7–6(9–7)        | Robert Lindstedt Horia Tecau         | Mahesh Bhupathi Rohan Bopanna          | 6–4, 6–4              |
| Shanghai     | Novak Đoković        | Andy Murray     | 5-7, 7-6(13-11), 6-3 | Leander Paes Radek Stepanek          | Mahesh Bhupathi Rohan Bopanna          | 6-7(7-9), 6-3, [10-5] |
| Paris        | David Ferrer         | Jerzy Janowicz  | 6-4, 6-3             | Mahesh Bhupathi Rohan Bopanna        | Aisam-Ul-Haq Qureshi Jean-Julien Rojer | 7-6(8-6), 6-3         |

### 2011
| Torneig      | Guanyador Individuals | Finalista          | Resultat         | Guanyadors Dobles                   | Finalistes                       | Resultat              |
| ------------ | --------------------- | ------------------ | ---------------- | ----------------------------------- | -------------------------------- | --------------------- |
| Indian Wells | Novak Đoković         | Rafael Nadal       | 4–6, 6–3, 6–2    | Aleksandr Dolhopòlov Xavier Malisse | Roger Federer Stanislas Wawrinka | 6–4, 6–7(5), [10–7]   |
| Miami        | Novak Đoković         | Rafael Nadal       | 4–6, 6–3, 7–6(4) | Mahesh Bhupathi Leander Paes        | Maks Mirni Daniel Nestor         | 6–7(5), 6–2, [10-5]   |
| Montecarlo   | Rafael Nadal          | David Ferrer       | 6–4, 7–5         | Bob Bryan Mike Bryan                | Juan Ignacio Chela Bruno Soares  | 6–3, 6–2              |
| Madrid       | Novak Đoković         | Rafael Nadal       | 7–5, 6–4         | Bob Bryan Mike Bryan                | Michaël Llodra Nenad Zimonjić    | 6–3, 6–3              |
| Rome         | Novak Đoković         | Rafael Nadal       | 6–4, 6–4         | John Isner Sam Querrey              | Mardy Fish Andy Roddick          | w/o                   |
| Montreal     | Novak Đoković         | Mardy Fish         | 6–2, 3–6, 6–4    | Michael Llodra Nenad Zimonjic       | Bob Bryan Mike Bryan             | 6–4, 6–7(5–7), [10-5] |
| Cincinnati   | Andy Murray           | Novak Đoković      | 6–4, 3–0 ret.    | Mahesh Bhupathi Leander Paes        | Michael Llodra Nenad Zimonjic    | 7–6(7–4), 7–6(7–2)    |
| Shanghai     | Andy Murray           | David Ferrer       | 7–5, 6–4         | Maks Mirni Daniel Nestor            | Michael Llodra Nenad Zimonjic    | 3–6, 6–1, [12–10]     |
| Paris        | Roger Federer         | Jo-Wilfried Tsonga | 6–1, 7–6(7–3)    | Rohan Bopanna Aisam-ul-Haq Qureshi  | Julien Benneteau Nicolas Mahut   | 6–2, 6–4              |

### 2010
| Torneig      | Guanyador Individuals | Finalista         | Resultat                | Guanyadors Dobles            | Finalistes                           | Resultat         |
| ------------ | --------------------- | ----------------- | ----------------------- | ---------------------------- | ------------------------------------ | ---------------- |
| Indian Wells | Ivan Ljubičić         | Andy Roddick      | 7–6(7–3), 7–6(7–5)      | Marc López Rafael Nadal      | Daniel Nestor Nenad Zimonjić         | 7–6(10–8), 6–3   |
| Miami        | Andy Roddick          | Tomáš Berdych     | 7–5, 6–4                | Lukáš Dlouhý Leander Paes    | Mahesh Bhupathi Maks Mirni           | 6–2, 7–5         |
| Monte Carlo  | Rafael Nadal          | Fernando Verdasco | 6–0, 6–1                | Daniel Nestor Nenad Zimonjić | Mahesh Bhupathi Maks Mirni           | 6–3, 2–0, RET    |
| Roma         | Rafael Nadal          | David Ferrer      | 7–5, 6–2                | Bob Bryan Mike Bryan         | John Isner Sam Querrey               | 6–2, 6–3         |
| Madrid       | Rafael Nadal          | Roger Federer     | 6–4, 7–6(7–5)           | Bob Bryan Mike Bryan         | Daniel Nestor Nenad Zimonjić         | 6–3, 6–4         |
| Toronto      | Andy Murray           | Roger Federer     | 7–5, 7–5                | Bob Bryan Mike Bryan         | Julien Benneteau Michaël Llodra      | 7–5, 6–3         |
| Cincinnati   | Roger Federer         | Mardy Fish        | 6–7(5–7), 7–6(7–1), 6–4 | Bob Bryan Mike Bryan         | Mahesh Bhupathi Maks Mirni           | 6–3, 6–4.        |
| Shanghai     | Andy Murray           | Roger Federer     | 6–3, 6–2                | Jürgen Melzer Leander Paes   | Mariusz Fyrstenberg Marcin Matkowski | 7–5, 4–6, [10-5] |
| Paris        | Robin Söderling       | Gaël Monfils      | 6–1, 7–6(7–1)           | Mahesh Bhupathi Maks Mirni   | Mark Knowles Andy Ram                | 7–5, 7–5         |

### 2009
| Torneig      | Guanyador Individuals | Finalista             | Resultat                | Guanyadors Dobles                   | Finalistes                           | Resultat               |
| ------------ | --------------------- | --------------------- | ----------------------- | ----------------------------------- | ------------------------------------ | ---------------------- |
| Indian Wells | Rafael Nadal          | Andy Murray           | 6–1, 6–2                | Mardy Fish Andy Roddick             | Maks Mirni Andy Ram                  | 3–6, 6–1, [14–12]      |
| Miami        | Andy Murray           | Novak Đoković         | 6–2, 7–5                | Maks Mirni Andy Ram                 | Ashley Fisher Stephen Huss           | 6–7(4–7), 6–2, [10–7]  |
| Monte Carlo  | Rafael Nadal          | Novak Đoković         | 6–3, 2–6, 6–1           | Daniel Nestor Nenad Zimonjić        | Bob Bryan Mike Bryan                 | 6–4, 6–1               |
| Roma         | Rafael Nadal          | Novak Đoković         | 7–6(7–2), 6–2           | Daniel Nestor Nenad Zimonjić        | Bob Bryan Mike Bryan                 | 7–6(7–5), 6–3          |
| Madrid       | Roger Federer         | Rafael Nadal          | 6–4, 6–4                | Daniel Nestor Nenad Zimonjić        | Simon Aspelin Wesley Moodie          | 6–4, 6–4               |
| Montreal     | Andy Murray           | Juan Martín del Potro | 6–7(4–7), 7–6(7–3), 6–1 | Mahesh Bhupathi Mark Knowles        | Maks Mirni Andy Ram                  | 6–4, 6–3               |
| Cincinnati   | Roger Federer         | Novak Đoković         | 6–1, 7–5                | Daniel Nestor Nenad Zimonjić        | Bob Bryan Mike Bryan                 | 3–6, 7–6(7–2), [15–13] |
| Shanghai     | Nikolai Davidenko     | Rafael Nadal          | 7–6(7–3), 6–3           | Jo-Wilfried Tsonga Julien Benneteau | Mariusz Fyrstenberg Marcin Matkowski | 6–2, 6–4               |
| Paris        | Novak Đoković         | Gaël Monfils          | 6–2, 5–7, 7–6(7–3)      | Daniel Nestor Nenad Zimonjić        | Marcel Granollers Tommy Robredo      | 6–3, 6–4               |

### 2008
| Torneig      | Guanyador Individuals | Finalista          | Resultat           | Guanyadors Dobles                    | Finalistes                   | Resultat            |
| ------------ | --------------------- | ------------------ | ------------------ | ------------------------------------ | ---------------------------- | ------------------- |
| Indian Wells | Novak Đoković         | Mardy Fish         | 6–2, 5–7, 6–3      | Jonathan Erlich Andy Ram             | Daniel Nestor Nenad Zimonjić | 6–4, 6–4            |
| Miami        | Nikolai Davidenko     | Rafael Nadal       | 6–4, 6–2           | Bob Bryan Mike Bryan                 | Mahesh Bhupathi Mark Knowles | 6–2, 6–2            |
| Monte Carlo  | Rafael Nadal          | Roger Federer      | 7–5, 7–5           | Rafael Nadal Tommy Robredo           | Mahesh Bhupathi Mark Knowles | 6–3, 6–3            |
| Roma         | Novak Đoković         | Stanislas Wawrinka | 4–6, 6–3, 6–3      | Bob Bryan Mike Bryan                 | Daniel Nestor Nenad Zimonjić | 3–6, 6–4, 10–8      |
| Hamburg      | Rafael Nadal          | Roger Federer      | 7–5, 6–7(3-7), 6–3 | Daniel Nestor Nenad Zimonjić         | Bob Bryan Mike Bryan         | 4–6, 7–5, 10–8      |
| Toronto      | Rafael Nadal          | Nicolas Kiefer     | 6–3, 6–2           | Daniel Nestor Nenad Zimonjić         | Bob Bryan Mike Bryan         | 6–2, 4–6, 10–8      |
| Cincinnati   | Andy Murray           | Novak Đoković      | 7–6(7–4), 7–6(7–5) | Bob Bryan Mike Bryan                 | Jonathan Erlich Andy Ram     | 4–6, 7–6(7–2), 10–7 |
| Madrid       | Andy Murray           | Gilles Simon       | 6–4, 7–6(8–6)      | Mariusz Fyrstenberg Marcin Matkowski | Mahesh Bhupathi Mark Knowles | 6–4, 6–2            |
| Paris        | Jo-Wilfried Tsonga    | David Nalbandian   | 6–3, 4–6, 6–4      | Jonas Björkman Kevin Ullyett         | Jeff Coetzee Wesley Moodie   | 6–2, 6–2            |

### 2007
| Torneig      | Guanyador Individuals | Finalista         | Resultat                | Guanyadors Dobles              | Finalistes                           | Resultat            |
| ------------ | --------------------- | ----------------- | ----------------------- | ------------------------------ | ------------------------------------ | ------------------- |
| Indian Wells | Rafael Nadal          | Novak Đoković     | 6–2, 7–5                | Martin Damm Leander Paes       | Jonathan Erlich Andy Ram             | 6–4, 6–4            |
| Miami        | Novak Đoković         | Guillermo Cañas   | 6–3, 6–2, 6–4           | Bob Bryan Mike Bryan           | Martin Damm Leander Paes             | 7–6(9–7), 3–6, 10–7 |
| Monte Carlo  | Rafael Nadal          | Roger Federer     | 6–4, 6–4                | Bob Bryan Mike Bryan           | Julien Benneteau Richard Gasquet     | 6–2, 6–1            |
| Roma         | Rafael Nadal          | Fernando González | 6–2, 6–2                | Fabrice Santoro Nenad Zimonjić | Bob Bryan Mike Bryan                 | 6–4, 6–7(4–7), 10–7 |
| Hamburg      | Roger Federer         | Rafael Nadal      | 2–6, 6–2, 6–0           | Bob Bryan Mike Bryan           | Paul Hanley Kevin Ullyett            | 6–3, 6–4            |
| Montreal     | Novak Đoković         | Roger Federer     | 7–6(7–2), 2–6, 7–6(7–2) | Mahesh Bhupathi Pavel Vízner   | Paul Hanley Kevin Ullyett            | 6–4, 6–4            |
| Cincinnati   | Roger Federer         | James Blake       | 6–1, 6–4                | Jonathan Erlich Andy Ram       | Bob Bryan Mike Bryan                 | 6–4, 3–6, 13–11     |
| Madrid       | David Nalbandian      | Roger Federer     | 1–6, 6–3, 6–3           | Bob Bryan Mike Bryan           | Mariusz Fyrstenberg Marcin Matkowski | 6–3, 7–6(7–4)       |
| Paris        | David Nalbandian      | Rafael Nadal      | 6–4, 6–0                | Bob Bryan Mike Bryan           | Daniel Nestor Nenad Zimonjić         | 6–3, 7–6(7–4)       |

### 2006
| Torneig      | Guanyador Individuals | Finalista           | Resultat                               | Guanyadors Dobles             | Finalistes                     | Resultat          |
| ------------ | --------------------- | ------------------- | -------------------------------------- | ----------------------------- | ------------------------------ | ----------------- |
| Indian Wells | Roger Federer         | James Blake         | 7–5, 6–3, 6–0                          | Mark Knowles Daniel Nestor    | Bob Bryan Mike Bryan           | 6–4, 6–4          |
| Miami        | Roger Federer         | Ivan Ljubičić       | 7–6(7–5), 7–6(7–4), 7–6(8–6)           | Jonas Björkman Maks Mirni     | Bob Bryan Mike Bryan           | 6–4, 6–4          |
| Monte Carlo  | Rafael Nadal          | Roger Federer       | 6–2, 6–7(2–7), 6–3, 7–6(7–5)           | Jonas Björkman Maks Mirni     | Fabrice Santoro Nenad Zimonjić | 6–2, 7–6(7–2)     |
| Roma         | Rafael Nadal          | Roger Federer       | 6–7(0–7), 7–6(7–5), 6–4, 2–6, 7–6(7–5) | Mark Knowles Daniel Nestor    | Jonathan Erlich Andy Ram       | 6–4, 5–7, [13–11] |
| Hamburg      | Tommy Robredo         | Radek Štěpánek      | 6–1, 6–3, 6–3                          | Paul Hanley Kevin Ullyett     | Mark Knowles Daniel Nestor     | 6–2, 7–6(10–8)    |
| Toronto      | Roger Federer         | Richard Gasquet     | 2–6, 6–3, 6–2                          | Bob Bryan Mike Bryan          | Paul Hanley Kevin Ullyett      | 6–3, 7–5          |
| Cincinnati   | Andy Roddick          | Juan Carlos Ferrero | 6–3, 6–4                               | Jonas Björkman Maks Mirni     | Bob Bryan Mike Bryan           | 7–6, 6–4          |
| Madrid       | Roger Federer         | Fernando González   | 7–5, 6–1, 6–0                          | Bob Bryan Mike Bryan          | Mark Knowles Daniel Nestor     | 7–5, 6–4          |
| Paris        | Nikolai Davidenko     | Dominik Hrbatý      | 6–1, 6–2, 6–2                          | Arnaud Clément Michaël Llodra | Fabrice Santoro Nenad Zimonjić | 7–6(7–4), 6–2     |

### 2005
| Torneig      | Guanyador Individuals | Finalista       | Resultat                          | Guanyadors Dobles              | Finalistes                     | Resultat           |
| ------------ | --------------------- | --------------- | --------------------------------- | ------------------------------ | ------------------------------ | ------------------ |
| Indian Wells | Roger Federer         | Lleyton Hewitt  | 6–2, 6–4, 6–4                     | Mark Knowles Daniel Nestor     | Wayne Arthurs Paul Hanley      | 7–6, 7–6           |
| Miami        | Roger Federer         | Rafael Nadal    | 2–6, 6–7(4–7), 7–6(7–5), 6–3, 6–1 | Jonas Björkman Maks Mirni      | Wayne Black Kevin Ullyett      | 6–1, 6–2           |
| Monte Carlo  | Rafael Nadal          | Guillermo Coria | 6–3, 6–1, 0–6, 7–5                | Leander Paes Nenad Zimonjić    | Bob Bryan Mike Bryan           | w/o                |
| Roma         | Rafael Nadal          | Guillermo Coria | 6–4, 3–6, 6–3, 4–6, 7–6(8–6)      | Michaël Llodra Fabrice Santoro | Bob Bryan Mike Bryan           | 7–5, 6–4           |
| Hamburg      | Roger Federer         | Richard Gasquet | 6–3, 7–5, 7–6(7–4)                | Jonas Björkman Maks Mirni      | Michaël Llodra Fabrice Santoro | 6–2, 6–3           |
| Montreal     | Rafael Nadal          | Andre Agassi    | 6–3, 4–6, 6–2                     | Wayne Black Kevin Ullyett      | Jonathan Erlich Andy Ram       | 6–7(5–7), 6–3, 6–0 |
| Cincinnati   | Roger Federer         | Andy Roddick    | 6–3, 7–5                          | Jonas Björkman Maks Mirni      | Wayne Black Kevin Ullyett      | 6–4, 5–7, 6–2      |
| Madrid       | Rafael Nadal          | Ivan Ljubičić   | 3–6, 2–6, 6–3, 6–4, 7–6(7–3)      | Mark Knowles Daniel Nestor     | Leander Paes Nenad Zimonjić    | 3–6, 6–3, 6–2      |
| Paris        | Tomáš Berdych         | Ivan Ljubičić   | 6–3, 6–4, 3–6, 4–6, 6–4           | Bob Bryan Mike Bryan           | Mark Knowles Daniel Nestor     | 6–4, 6–7(3-7), 6–4 |

### 2004
| Torneig      | Guanyador Individuals | Finalista        | Resultat                | Guanyadors Dobles                 | Finalistes                     | Resultat      |
| ------------ | --------------------- | ---------------- | ----------------------- | --------------------------------- | ------------------------------ | ------------- |
| Indian Wells | Roger Federer         | Tim Henman       | 6–3, 6–3                | Arnaud Clément Sébastien Grosjean | Wayne Black Kevin Ullyett      | 6–3, 4–6, 7–5 |
| Miami        | Andy Roddick          | Guillermo Coria  | 6–7(2–7), 6–3, 6–1, RET | Wayne Black Kevin Ullyett         | Jonas Björkman Todd Woodbridge | 6–2, 7–6      |
| Monte Carlo  | Guillermo Coria       | Rainer Schüttler | 6–2, 6–1, 6–3           | Tim Henman Nenad Zimonjić         | Gastón Etlis Martín Rodríguez  | 7–5 6–4       |
| Roma         | Carlos Moyà           | David Nalbandian | 6–3, 6–3, 6–1           | Mahesh Bhupathi Maks Mirni        | Wayne Arthurs Paul Hanley      | 1–6, 6–4, 7–6 |
| Hamburg      | Roger Federer         | Guillermo Coria  | 4–6, 6–4, 6–2, 6–3      | Wayne Black Kevin Ullyett         | Bob Bryan Mike Bryan           | 6–1, 6–2      |
| Toronto      | Roger Federer         | Andy Roddick     | 7–5, 6–3                | Mahesh Bhupathi Leander Paes      | Jonas Björkman Maks Mirni      | 6–4, 6–2      |
| Cincinnati   | Andre Agassi          | Lleyton Hewitt   | 6–3, 3–6, 6–2           | Mark Knowles Daniel Nestor        | Jonas Björkman Todd Woodbridge | 7–6, 6–3      |
| Madrid       | Marat Safin           | David Nalbandian | 6–2, 6–4, 6–3           | Mark Knowles Daniel Nestor        | Bob Bryan Mike Bryan           | 6–3, 6–4      |
| Paris        | Marat Safin           | Radek Štěpánek   | 6–3, 7–6(7–5), 6–3      | Jonas Björkman Todd Woodbridge    | Wayne Black Kevin Ullyett      | 6–3, 6–4      |

### 2003
| Torneig      | Guanyador Individuals | Finalista        | Resultat                | Guanyadors Dobles                  | Finalistes                     | Resultat      |
| ------------ | --------------------- | ---------------- | ----------------------- | ---------------------------------- | ------------------------------ | ------------- |
| Indian Wells | Lleyton Hewitt        | Gustavo Kuerten  | 6–1, 6–1                | Wayne Ferreira Ievgueni Kàfelnikov | Bob Bryan Mike Bryan           | 6–1, 6–4      |
| Miami        | Andre Agassi          | Carlos Moyà      | 6–3, 6–3                | Roger Federer Maks Mirni           | Leander Paes David Rikl        | 7–5, 6–3      |
| Monte Carlo  | Juan Carlos Ferrero   | Guillermo Coria  | 6–2, 6–2                | Mahesh Bhupathi Maks Mirni         | Michaël Llodra Fabrice Santoro | 4–6, 7–5, 6–2 |
| Roma         | Félix Mantilla        | Roger Federer    | 7–5, 6–2, 7–6(10–8)     | Wayne Arthurs Paul Hanley          | Michaël Llodra Fabrice Santoro | 7–5, 7–6      |
| Hamburg      | Guillermo Coria       | Agustín Calleri  | 6–3, 6–4, 6–4           | Mark Knowles Daniel Nestor         | Mahesh Bhupathi Maks Mirni     | 6–4, 6–4      |
| Montreal     | Andy Roddick          | David Nalbandian | 6–1, 6–3                | Mahesh Bhupathi Maks Mirni         | Jonas Björkman Todd Woodbridge | 6–3, 7–6(7–4) |
| Cincinnati   | Andy Roddick          | Mardy Fish       | 4–6, 7–6(7–3), 7–6(7–4) | Bob Bryan Mike Bryan               | Wayne Arthurs Paul Hanley      | 7–6, 6–4      |
| Madrid       | Juan Carlos Ferrero   | Nicolás Massú    | 6–3, 6–4, 6–3           | Mahesh Bhupathi Maks Mirni         | Wayne Black Kevin Ullyett      | 6–2, 2–6, 6–3 |
| Paris        | Tim Henman            | Andrei Pavel     | 6–2, 7–6(8–6), 7–6(7–2) | Wayne Arthurs Paul Hanley          | Michaël Llodra Fabrice Santoro | 6–3, 1–6, 6–3 |

### 2002
| Torneig      | Guanyador Individuals | Finalista      | Resultat           | Guanyadors Dobles                   | Finalistes                        | Resultat           |
| ------------ | --------------------- | -------------- | ------------------ | ----------------------------------- | --------------------------------- | ------------------ |
| Indian Wells | Lleyton Hewitt        | Tim Henman     | 6–1, 6–2           | Mark Knowles Daniel Nestor          | Roger Federer Maks Mirni          | 6–4, 6–4           |
| Miami        | Andre Agassi          | Roger Federer  | 6–3, 6–3, 3–6, 6–4 | Mark Knowles Daniel Nestor          | Donald Johnson Jared Palmer       | 6–3, 3–6, 6–1      |
| Monte Carlo  | Juan Carlos Ferrero   | Carlos Moyà    | 7–5, 6–3, 6–4      | Jonas Björkman Todd Woodbridge      | Paul Haarhuis Ievgueni Kàfelnikov | 6–3, 3–6, 10–7     |
| Roma         | Andre Agassi          | Tommy Haas     | 6–3, 6–3, 6–0      | Martin Damm Cyril Suk               | Wayne Black Kevin Ullyett         | 7–5, 7–5           |
| Hamburg      | Roger Federer         | Marat Safin    | 6–1, 6–3, 6–4      | Mahesh Bhupathi Jan-Michael Gambill | Jonas Björkman Todd Woodbridge    | 6–2, 6–4           |
| Toronto      | Guillermo Cañas       | Andy Roddick   | 6–4, 7–5           | Bob Bryan Mike Bryan                | Mark Knowles Daniel Nestor        | 4–6, 7–6(7–1), 6–3 |
| Cincinnati   | Carlos Moyà           | Lleyton Hewitt | 7–5, 7–6(7–5)      | James Blake Todd Martin             | Mahesh Bhupathi Maks Mirni        | 7–5, 6–3           |
| Madrid       | Andre Agassi          | Jiří Novák     | W/O                | Mark Knowles Daniel Nestor          | Mahesh Bhupathi Maks Mirni        | 6–3, 5–7, 6–0      |
| Paris        | Marat Safin           | Lleyton Hewitt | 7–6(7–4), 6–0, 6–4 | Nicolas Escudé Fabrice Santoro      | Gustavo Kuerten Cédric Pioline    | 6–3, 6–3           |

### 2001
| Torneig      | Guanyador Individuals | Finalista           | Resultat                     | Guanyadors Dobles                  | Finalistes                     | Resultat           |
| ------------ | --------------------- | ------------------- | ---------------------------- | ---------------------------------- | ------------------------------ | ------------------ |
| Indian Wells | Andre Agassi          | Pete Sampras        | 7–6(7–5), 7–5, 6–1           | Wayne Ferreira Ievgueni Kàfelnikov | Jonas Björkman Todd Woodbridge | 6–2, 7–5           |
| Miami        | Andre Agassi          | Jan-Michael Gambill | 7–6(7–4), 6–1, 6–0           | Jiří Novák David Rikl              | Jonas Björkman Todd Woodbridge | 7–5, 7–6           |
| Monte Carlo  | Gustavo Kuerten       | Hicham Arazi        | 6–3, 6–2, 6–4                | Jonas Björkman Todd Woodbridge     | Joshua Eagle Andrew Florent    | 3–6, 6–4, 6–2      |
| Roma         | Juan Carlos Ferrero   | Gustavo Kuerten     | 3–6, 6–1, 2–6, 6–4, 6–2      | Wayne Ferreira Ievgueni Kàfelnikov | Daniel Nestor Sandon Stolle    | 6–4, 7–6           |
| Hamburg      | Albert Portas         | Juan Carlos Ferrero | 4–6, 6–2, 0–6, 7–6(7–5), 7–5 | Jonas Björkman Todd Woodbridge     | Daniel Nestor Sandon Stolle    | 7–6, 3–6, 6–3      |
| Montreal     | Andrei Pavel          | Patrick Rafter      | 7–6(7–3), 2–6, 6–3           | Jiří Novák David Rikl              | Donald Johnson Jared Palmer    | 6–4, 3–6, 6–3      |
| Cincinnati   | Gustavo Kuerten       | Patrick Rafter      | 6–1, 6–3                     | Mahesh Bhupathi Leander Paes       | Martin Damm David Prinosil     | 7–6, 6–3           |
| Stuttgart    | Tommy Haas            | Maks Mirni          | 6–2, 6–2, 6–2                | Maks Mirni Sandon Stolle           | Ellis Ferreira Jeff Tarango    | 7–6, 6–3           |
| Paris        | Sébastien Grosjean    | Ievgueni Kàfelnikov | 7–6(7–3), 6–1, 6–7(5–7), 6–4 | Ellis Ferreira Rick Leach          | Mahesh Bhupathi Leander Paes   | 5–7, 7–6(7–2), 6–4 |

### 2000
| Torneig      | Guanyador Individuals | Finalista          | Resultat                              | Guanyadors Dobles                  | Finalistes                         | Resultat      |
| ------------ | --------------------- | ------------------ | ------------------------------------- | ---------------------------------- | ---------------------------------- | ------------- |
| Indian Wells | Àlex Corretja         | Thomas Enqvist     | 6–4, 6–4, 6–3                         | Alex O'Brien Jared Palmer          | Paul Haarhuis Sandon Stolle        | 6–4, 7–6      |
| Miami        | Pete Sampras          | Gustavo Kuerten    | 6–1, 6–7(2–7), 7–6(7–5), 7–6(10–8)    | Todd Woodbridge Mark Woodforde     | Martin Damm Dominik Hrbatý         | 6–3, 6–4      |
| Monte Carlo  | Cédric Pioline        | Dominik Hrbatý     | 6–3, 7–6(7–3), 7–6(8–6)               | Wayne Ferreira Ievgueni Kàfelnikov | Paul Haarhuis Sandon Stolle        | 6–3, 2–6, 6–1 |
| Roma         | Magnus Norman         | Gustavo Kuerten    | 6–3, 4–6, 6–4, 6–4                    | Martin Damm Dominik Hrbatý         | Wayne Ferreira Ievgueni Kàfelnikov | 6–4, 4–6, 6–3 |
| Hamburg      | Gustavo Kuerten       | Marat Safin        | 6–4, 5–7, 6–4, 5–7, 7–6(7–3)          | Todd Woodbridge Mark Woodforde     | Wayne Arthurs Sandon Stolle        | 6–7, 6–4, 6–3 |
| Toronto      | Marat Safin           | Harel Levy         | 6–3, 6–2                              | Sébastien Lareau Daniel Nestor     | Joshua Eagle Andrew Florent        | 6–3, 7–6      |
| Cincinnati   | Thomas Enqvist        | Tim Henman         | 7–6(7–5), 6–4                         | Todd Woodbridge Mark Woodforde     | Ellis Ferreira Rick Leach          | 7–6, 6–4      |
| Stuttgart    | Wayne Ferreira        | Lleyton Hewitt     | 7–6(8–6),3–6, 6–7(5–7), 7–6(7–2), 6–2 | Jiří Novák David Rikl              | Donald Johnson Piet Norval         | 6–2, 6–2      |
| Paris        | Marat Safin           | Mark Philippoussis | 3–6, 7–6(9–7), 6–4, 3–6, 7–6(10–8)    | Nicklas Kulti Maks Mirni           | Paul Haarhuis Daniel Nestor        | 7–6(8–6), 7–5 |

### 1999
| Torneig      | Guanyador Individuals | Finalista           | Resultat                          | Guanyadors Dobles              | Finalistes                        | Resultat      |
| ------------ | --------------------- | ------------------- | --------------------------------- | ------------------------------ | --------------------------------- | ------------- |
| Indian Wells | Mark Philippoussis    | Carlos Moyà         | 5–7, 6–4, 6–4, 4–6, 6–2           | Wayne Black Sandon Stolle      | Ellis Ferreira Rick Leach         | 6–3, 6–4      |
| Miami        | Richard Krajicek      | Sébastien Grosjean  | 4–6, 6–1, 6–2, 7–5                | Wayne Black Sandon Stolle      | Boris Becker Jan-Michael Gambill  | 6–1, 6–1      |
| Monte Carlo  | Gustavo Kuerten       | Marcelo Ríos        | 6–4, 2–1, RET                     | Olivier Delaître Tim Henman    | Jiří Novák David Rikl             | 3–6, 6–4, 6–2 |
| Roma         | Gustavo Kuerten       | Patrick Rafter      | 6–4, 7–5, 7–6(8–6)                | Ellis Ferreira Rick Leach      | David Adams John–Laffnie de Jager | 6–7, 6–1, 6–2 |
| Hamburg      | Marcelo Ríos          | Mariano Zabaleta    | 6–7(5–7), 7–5, 5–7, 7–6(7–5), 6–2 | Wayne Arthurs Andrew Kratzmann | Paul Haarhuis Jared Palmer        | 4–6, 7–6, 6–4 |
| Montreal     | Thomas Johansson      | Ievgueni Kàfelnikov | 1–6, 6–3, 6–3                     | Jonas Björkman Patrick Rafter  | Byron Black Wayne Ferreira        | 7–6, 6–4      |
| Cincinnati   | Pete Sampras          | Patrick Rafter      | 7–6(9–7), 6–3                     | Byron Black Jonas Björkman     | Todd Woodbridge Mark Woodforde    | 6–1, 2–6, 7–6 |
| Stuttgart    | Thomas Enqvist        | Richard Krajicek    | 6–1, 6–4, 5–7, 7–5                | Byron Black Jonas Björkman     | David Adams John–Laffnie de Jager | 6–3, 6–4      |
| Paris        | Andre Agassi          | Marat Safin         | 7–6(7–1), 6–2, 4–6, 6–4           | Sébastien Lareau Alex O'Brien  | Paul Haarhuis Jared Palmer        | 6–1, 6–3      |

### 1998
| Torneig      | Guanyador Individuals | Finalista           | Resultat                       | Guanyadors Dobles                | Finalistes                       | Resultat      |
| ------------ | --------------------- | ------------------- | ------------------------------ | -------------------------------- | -------------------------------- | ------------- |
| Indian Wells | Marcelo Ríos          | Greg Rusedski       | 6–3, 6–7(15–17), 7–6(7–4), 6–4 | Jonas Björkman Patrick Rafter    | Todd Martin Richey Reneberg      | 6–0, 6–3      |
| Miami        | Marcelo Ríos          | Andre Agassi        | 7–5, 6–3, 6–4                  | Ellis Ferreira Rick Leach        | Alex O'Brien Jonathan Stark      | 6–2, 6–4      |
| Monte Carlo  | Carlos Moyà           | Cédric Pioline      | 6–3, 6–0, 7–5                  | Jacco Eltingh Paul Haarhuis      | Daniel Orsanic Cyril Suk         | 6–4, 6–2      |
| Roma         | Marcelo Ríos          | Albert Costa        | W/O                            | Mahesh Bhupathi Leander Paes     | Ellis Ferreira Rick Leach        | 6–4, 4–6, 7–6 |
| Hamburg      | Albert Costa          | Àlex Corretja       | 6–2, 6–0, 1–0, RET             | Donald Johnson Francisco Montana | David Adams Brett Steven         | 6–4, 6–4      |
| Toronto      | Patrick Rafter        | Richard Krajicek    | 7–6(7–3), 6–4                  | Martin Damm Jim Grabb            | Ellis Ferreira Rick Leach        | 6–7 6–2 7–6   |
| Cincinnati   | Patrick Rafter        | Pete Sampras        | 1–6, 7–6(7–2), 6–4             | Mark Knowles Daniel Nestor       | Olivier Delaître Fabrice Santoro | 6–7, 6–4, 6–4 |
| Stuttgart    | Richard Krajicek      | Ievgueni Kàfelnikov | 6–4, 6–3, 6–3                  | Sébastien Lareau Alex O'Brien    | Mahesh Bhupathi Leander Paes     | 4–6, 6–3, 7–5 |
| Paris        | Greg Rusedski         | Pete Sampras        | 6–4, 7–6(7–4), 6–3             | Mahesh Bhupathi Leander Paes     | Jacco Eltingh Paul Haarhuis      | 7–6, 7–6      |

### 1997
| Torneig      | Guanyador Individuals | Finalista        | Resultat           | Guanyadors Dobles                | Finalistes                        | Resultat      |
| ------------ | --------------------- | ---------------- | ------------------ | -------------------------------- | --------------------------------- | ------------- |
| Indian Wells | Michael Chang         | Bohdan Ulihrach  | 4–6, 6–3, 6–4, 6–3 | Mark Knowles Daniel Nestor       | Mark Philippoussis Patrick Rafter | 7–5, 6–4      |
| Miami        | Thomas Muster         | Sergi Bruguera   | 7–6(8–6), 6–3, 6–1 | Todd Woodbridge Mark Woodforde   | Mark Knowles Daniel Nestor        | 7–6, 7–6      |
| Monte Carlo  | Marcelo Ríos          | Àlex Corretja    | 6–4, 6–3, 6–3      | Donald Johnson Francisco Montana | Jacco Eltingh Paul Haarhuis       | 6–4, 6–4      |
| Roma         | Àlex Corretja         | Marcelo Ríos     | 7–5, 7–5, 6–3      | Mark Knowles Daniel Nestor       | Byron Black Alex O'Brien          | 6–3, 4–6, 7–5 |
| Hamburg      | Andriy Medvedev       | Félix Mantilla   | 6–0, 6–4, 6–2      | Luis Lobo Javier Sánchez         | Neil Broad Piet Norval            | 6–2, 3–6, 6–4 |
| Montréal     | Chris Woodruff        | Gustavo Kuerten  | 7–5, 4–6, 6–3      | Mahesh Bhupathi Leander Paes     | Sébastien Lareau Alex O'Brien     | 4–6, 6–3, 6–4 |
| Cincinnati   | Pete Sampras          | Thomas Muster    | 6–3, 6–4           | Todd Woodbridge Mark Woodforde   | Mark Philippoussis Patrick Rafter | 6–4, 6–2      |
| Stuttgart    | Petr Korda            | Richard Krajicek | 7–6(8–6), 6–2, 6–4 | Mark Woodforde Todd Woodbridge   | Rick Leach Jonathan Stark         | 7–6, 7–6      |
| Paris        | Pete Sampras          | Jonas Björkman   | 6–3, 4–6, 6–3, 6–1 | Jacco Eltingh Paul Haarhuis      | Rick Leach Jonathan Stark         | 6–2, 6–4      |

### 1996
| Torneig      | Guanyador Individuals | Finalista           | Resultat                | Guanyadors Dobles               | Finalistes                       | Resultat      |
| ------------ | --------------------- | ------------------- | ----------------------- | ------------------------------- | -------------------------------- | ------------- |
| Indian Wells | Michael Chang         | Paul Haarhuis       | 7–5, 6–1, 6–1           | Todd Woodbridge Mark Woodforde  | Brian MacPhie Michael Tebbutt    | 6–3, 6–4      |
| Miami        | Andre Agassi          | Goran Ivanišević    | 3–0, RET                | Todd Woodbridge Mark Woodforde  | Ellis Ferreira Patrick Galbraith | 6–1, 6–3      |
| Monte Carlo  | Thomas Muster         | Albert Costa        | 6–3, 5–7, 4–6, 6–3, 6–2 | Ellis Ferreira Jan Siemerink    | Jonas Björkman Nicklas Kulti     | 6–2, 6–7, 6–2 |
| Roma         | Thomas Muster         | Richard Krajicek    | 6–2, 6–4, 3–6, 6–3      | Byron Black Grant Connell       | Libor Pimek Byron Talbot         | 6–2, 6–3      |
| Hamburg      | Roberto Carretero     | Àlex Corretja       | 2–6, 6–4, 6–4, 6–4      | Mark Knowles Daniel Nestor      | Guy Forget Jakob Hlasek          | 6–4, 7–6      |
| Toronto      | Wayne Ferreira        | Todd Woodbridge     | 6–2, 6–4                | Patrick Galbraith Paul Haarhuis | Mark Knowles Daniel Nestor       | 7–6, 6–3      |
| Cincinnati   | Andre Agassi          | Michael Chang       | 7–6(7–4), 6–4           | Mark Knowles Daniel Nestor      | Sandon Stolle Cyril Suk          | 6–2, 7–5      |
| Stuttgart    | Boris Becker          | Pete Sampras        | 3–6, 6–3, 3–6, 6–3, 6–4 | Sébastien Lareau Alex O'Brien   | Jacco Eltingh Paul Haarhuis      | 6–4, 6–4      |
| Paris        | Thomas Enqvist        | Ievgueni Kàfelnikov | 6–2, 6–4, 7–5           | Jacco Eltingh Paul Haarhuis     | Ievgueni Kàfelnikov Daniel Vacek | 6–2, 6–4      |

### 1995
| Torneig      | Guanyador Individuals | Finalista          | Resultat                     | Guanyadors Dobles                    | Finalistes                   | Resultat      |
| ------------ | --------------------- | ------------------ | ---------------------------- | ------------------------------------ | ---------------------------- | ------------- |
| Indian Wells | Pete Sampras          | Andre Agassi       | 7–5, 6–3, 7–5                | Tommy Ho Brett Steven                | Gary Muller Piet Norval      | 7–6, 6–7, 6–4 |
| Miami        | Andre Agassi          | Pete Sampras       | 3–6, 6–2, 7–6(7–4)           | Todd Woodbridge Mark Woodforde       | Jim Grabb Patrick McEnroe    | 6–3, 7–6      |
| Monte Carlo  | Thomas Muster         | Boris Becker       | 4–6, 5–7, 6–1, 7–6(8–6), 6–0 | Jacco Eltingh Paul Haarhuis          | Luis Lobo Javier Sánchez     | 6–1, 6–2      |
| Hamburg      | Andriy Medvedev       | Goran Ivanišević   | 6–3, 6–2, 6–1                | Wayne Ferreira Ievgueni Kàfelnikov   | Byron Black Andrei Olkhovski | 7–6, 6–0      |
| Roma         | Thomas Muster         | Sergi Bruguera     | 3–6, 7–6(7–5), 6–2, 6–3      | Cyril Suk Daniel Vacek               | Jan Apell Jonas Björkman     | 6–3, 6–4      |
| Montreal     | Andre Agassi          | Pete Sampras       | 3–6, 6–2, 6–3                | Ievgueni Kàfelnikov Andrei Olkhovski | Brian MacPhie Sandon Stolle  | 6–4, 6–4      |
| Cincinnati   | Andre Agassi          | Michael Chang      | 7–5, 6–2                     | Todd Woodbridge Mark Woodforde       | Mark Knowles Daniel Nestor   | 6–4, 6–4      |
| Essen        | Thomas Muster         | MaliVai Washington | 7–6(8–6), 2–6, 6–3, 6–4      | Jacco Eltingh Paul Haarhuis          | Cyril Suk Daniel Vacek       | 7–5, 6–7, 6–4 |
| Paris        | Pete Sampras          | Boris Becker       | 7–6(7–5), 6–4, 6–4           | Grant Connell Patrick Galbraith      | Jim Grabb Todd Martin        | 6–3, 7–6      |

### 1994
| Torneig      | Guanyador Individuals | Finalista           | Resultat                | Guanyadors Dobles               | Finalistes                       | Resultat      |
| ------------ | --------------------- | ------------------- | ----------------------- | ------------------------------- | -------------------------------- | ------------- |
| Indian Wells | Pete Sampras          | Petr Korda          | 4–6, 6–3, 3–6, 6–3, 6–2 | Grant Connell Patrick Galbraith | Byron Black Jonathan Stark       | 3–6, 6–1, 7–6 |
| Miami        | Pete Sampras          | Andre Agassi        | 5–7, 6–3, 6–3           | Jacco Eltingh Paul Haarhuis     | Mark Knowles Jared Palmer        | 7–6, 7–6      |
| Monte Carlo  | Andriy Medvedev       | Sergi Bruguera      | 7–5, 6–1, 6–3           | Nicklas Kulti Magnus Larsson    | Ievgueni Kàfelnikov Daniel Vacek | 3–6, 7–6, 6–4 |
| Hamburg      | Andriy Medvedev       | Ievgueni Kàfelnikov | 6–4, 6–4, 3–6, 6–3      | Scott Melville Piet Norval      | Henrik Holm Anders Järryd        | 7–6, 6–3      |
| Roma         | Pete Sampras          | Boris Becker        | 6–1, 6–2, 6–2           | Ievgueni Kàfelnikov David Rikl  | Wayne Ferreira Javier Sánchez    | 6–1, 7–5      |
| Toronto      | Andre Agassi          | Jason Stoltenberg   | 6–4, 6–4                | Byron Black Jonathan Stark      | Jared Palmer Patrick McEnroe     | 6–4, 6–4      |
| Cincinnati   | Michael Chang         | Stefan Edberg       | 6–2, 7–5                | Alex O'Brien Sandon Stolle      | Wayne Ferreira Mark Kratzmann    | 7–6, 3–6, 6–3 |
| Stockholm    | Boris Becker          | Goran Ivanišević    | 4–6, 6–4, 6–3, 7–6(7–4) | Mark Woodforde Todd Woodbridge  | Jan Apell Jonas Björkman         | 6–4, 4–6, 6–3 |
| Paris        | Andre Agassi          | Marc Rosset         | 6–3, 6–3, 4–6, 7–5      | Jacco Eltingh Paul Haarhuis     | Byron Black Jonathan Stark       | 6–4, 6–3      |

### 1993
| Torneig      | Guanyador Individuals | Finalista          | Resultat                     | Guanyadors Dobles              | Finalistes                      | Resultat      |
| ------------ | --------------------- | ------------------ | ---------------------------- | ------------------------------ | ------------------------------- | ------------- |
| Indian Wells | Jim Courier           | Wayne Ferreira     | 6–3, 6–3, 6–1                | Guy Forget Henri Leconte       | Luke Jensen Scott Melville      | 4–6, 6–2, 7–6 |
| Miami        | Pete Sampras          | MaliVai Washington | 6–3, 6–2                     | Richard Krajicek Jan Siemerink | Patrick McEnroe Jonathan Stark  | 6–7, 6–4, 7–6 |
| Monte Carlo  | Sergi Bruguera        | Cédric Pioline     | 7–6(7–2), 6–0                | Stefan Edberg Petr Korda       | Paul Haarhuis Mark Koevermans   | 6–2 2–6, 7–5  |
| Hamburg      | Michael Stich         | Andrei Chesnokov   | 6–3, 6–7(1–7), 7–6(9–7), 6–4 | Paul Haarhuis Mark Koevermans  | Grant Connell Patrick Galbraith | 7–6, 6–4      |
| Roma         | Jim Courier           | Goran Ivanišević   | 6–1, 6–2, 6–2                | Jacco Eltingh Paul Haarhuis    | Wayne Ferreira Mark Kratzmann   | 6–4, 7–6      |
| Montreal     | Mikael Pernfors       | Todd Martin        | 2–6, 6–2, 7–5                | Jim Courier Mark Knowles       | Glenn Michibata David Pate      | 6–1 1–6 7–6   |
| Cincinnati   | Michael Chang         | Stefan Edberg      | 7–5, 0–6, 6–4                | Andre Agassi Petr Korda        | Stefan Edberg Henrik Holm       | 6–4, 7–6      |
| Stockholm    | Michael Stich         | Goran Ivanišević   | 4–6, 7–6(8–6), 7–6(7–3), 6–2 | Mark Woodforde Todd Woodbridge | Gary Muller Danie Visser        | 7–6, 5–7, 7–6 |
| Paris        | Goran Ivanišević      | Andriy Medvedev    | 6–4, 6–2, 7–6(7–3)           | Byron Black Jonathan Stark     | Tom Nijssen Cyril Suk           | 7–6, 6–4      |

### 1992
| Torneig      | Guanyador Individuals | Finalista        | Resultat                     | Guanyadors Dobles              | Finalistes                     | Resultat      |
| ------------ | --------------------- | ---------------- | ---------------------------- | ------------------------------ | ------------------------------ | ------------- |
| Indian Wells | Michael Chang         | Andrei Chesnokov | 6–3, 6–4, 7–5                | Steve DeVries David Macpherson | Kent Kinnear Sven Salumaa      | 6–3, 2–6, 6–4 |
| Miami        | Michael Chang         | Alberto Mancini  | 7–5, 7–5                     | Ken Flach Todd Witsken         | Kent Kinnear Sven Salumaa      | 6–4, 6–3      |
| Monte Carlo  | Thomas Muster         | Aaron Krickstein | 6–3, 6–1, 6–3                | Boris Becker Michael Stich     | Petr Korda Karel Nováček       | 3–6, 6–1, 6–4 |
| Hamburg      | Stefan Edberg         | Michael Stich    | 5–7, 6–4, 6–1                | Sergio Casal Emilio Sánchez    | Carl–Uwe Steeb Michael Stich   | 6–3, 3–6, 6–4 |
| Roma         | Jim Courier           | Carlos Costa     | 7–6(7–3), 6–0, 6–4           | Jakob Hlasek Marc Rosset       | Wayne Ferreira Mark Kratzmann  | 6–4, 3–6, 6–1 |
| Toronto      | Andre Agassi          | Ivan Lendl       | 3–6, 6–2, 6–0                | Danie Visser Patrick Galbraith | Andre Agassi John McEnroe      | 6–4, 6–4      |
| Cincinnati   | Pete Sampras          | Ivan Lendl       | 6–3, 3–6, 6–3                | Todd Woodbridge Mark Woodforde | Patrick McEnroe Jonathan Stark | 7–6, 6–4      |
| Stockholm    | Goran Ivanišević      | Guy Forget       | 7–6(7–2), 4–6, 7–6(7–5), 6–2 | Mark Woodforde Todd Woodbridge | Steve DeVries David Macpherson | 6–4, 6–4      |
| Paris        | Boris Becker          | Guy Forget       | 7–6(7–3), 6–3, 3–6, 6–3      | John McEnroe Patrick McEnroe   | Patrick Galbraith Danie Visser | 7–6, 6–3      |

### 1991
| Torneig      | Guanyador Individuals | Finalista         | Resultat                      | Guanyadors Dobles               | Finalistes                    | Resultat      |
| ------------ | --------------------- | ----------------- | ----------------------------- | ------------------------------- | ----------------------------- | ------------- |
| Indian Wells | Jim Courier           | Guy Forget        | 4–6, 6–3, 4–6, 6–3, 7–6(7–4)  | Jim Courier Javier Sánchez      | Guy Forget Henri Leconte      | 7–6, 6–1      |
| Miami        | Jim Courier           | David Wheaton     | 4–6, 6–3, 6–4                 | Wayne Ferreira Piet Norval      | Ken Flach Robert Seguso       | 5–7, 7–6, 6–2 |
| Monte Carlo  | Sergi Bruguera        | Boris Becker      | 5–7, 6–4, 7–6(8–6), 7–6(7–4)  | Luke Jensen Laurie Warder       | Paul Haarhuis Mark Koevermans | 6–4, 6–3      |
| Hamburg      | Karel Nováček         | Magnus Gustafsson | 6–3, 6–3, 5–7, 0–6, 6–1       | Sergio Casal Emilio Sánchez     | Cassio Motta Danie Visser     | 7–6, 7–6      |
| Roma         | Emilio Sánchez        | Alberto Mancini   | 6–3, 6–1, 3–0, RET            | Omar Camporese Goran Ivanišević | Luke Jensen Laurie Warder     | 6–2, 6–3      |
| Montreal     | Andrei Chesnokov      | Petr Korda        | 3–6, 6–4, 6–3                 | Galbraith Todd Witsken          | Grant Connell Glenn Michibata |               |
| Cincinnati   | Guy Forget            | Pete Sampras      | 2–6, 7–6(7–4), 6–4            | Ken Flach Robert Seguso         | Grant Connell Glenn Michibata | 6–3, 6–4      |
| Stockholm    | Boris Becker          | Stefan Edberg     | 3–6, 6–4, 1–6, 6–2, 6–2       | John Fitzgerald Anders Järryd   | Tom Nijssen Cyril Suk         | 7–5, 6–3      |
| Paris        | Guy Forget            | Pete Sampras      | 7–6(11–9), 4–6, 5–7, 6–4, 6–4 | John Fitzgerald Anders Järryd   | Kelly Jones Rick Leach        | 7–6, 6–4      |

### 1990
| Torneig      | Individual       | Individual       | Individual               | Dobles                       | Dobles                        | Dobles        |
| Torneig      | Campió           | Finalista        | Resultat                 | Campions                     | Finalistes                    | Resultat      |
| ------------ | ---------------- | ---------------- | ------------------------ | ---------------------------- | ----------------------------- | ------------- |
| Indian Wells | Stefan Edberg    | Andre Agassi     | 6−4, 5−7, 7−6(1), 7−6(6) | Boris Becker Guy Forget      | Jim Grabb Patrick McEnroe     | 6−4, 6−3      |
| Miami        | Andre Agassi     | Stefan Edberg    | 6−1, 6−4, 0−6, 6−2       | Rick Leach Jim Pugh          | Boris Becker Cassio Motta     | 6−3, 6−4      |
| Montecarlo   | Andrei Chesnokov | Thomas Muster    | 7−5, 6−3, 6−3            | Petr Korda Tomáš Šmíd        | Andrés Gómez Javier Sánchez   | 6−2, 6−1      |
| Hamburg      | Joan Aguilera    | Boris Becker     | 6−1, 6−0, 7−6(7)         | Sergi Bruguera Jim Courier   | Udo Riglewski Michael Stich   | 4−6, 6−1, 7−6 |
| Roma         | Thomas Muster    | Andrei Chesnokov | 6−1, 6−3, 6−1            | Sergio Casal Emilio Sánchez  | Jim Courier Martin Davis      | 7−6, 7−5      |
| Toronto      | Michael Chang    | Jay Berger       | 4−6, 6−3, 7−6(2)         | Paul Annacone David Wheaton  | Broderick Dyke Peter Lundgren | 7−6, 6−1      |
| Cincinnati   | Stefan Edberg    | Brad Gilbert     | 6−1, 6−1                 | Darren Cahill Mark Kratzmann | Neil Broad Gary Muller        | 7−6, 6−4      |
| Estocolm     | Boris Becker     | Stefan Edberg    | 6−4, 6−0, 6−3            | Guy Forget Jakob Hlasek      | John Fitzgerald Anders Järryd | 6−2, 6−3      |
| París        | Stefan Edberg    | Boris Becker     | 3−3, retirada            | Scott Davis David Pate       | Darren Cahill Mark Kratzmann  | 7−6, 7−6      |

## Guanyadors

### Individuals
|    | Títols         | #  |
| -- | -------------- | -- |
| 1. | Novak Djokovic | 30 |
| 2. | Rafael Nadal   | 28 |
| 3. | Roger Federer  | 26 |
| 4. | Andre Agassi   | 17 |
| 5. | Andy Murray    | 14 |

^  en negreta jugadors en actiu.

### Dobles
|    | Títols          | #  |
| -- | --------------- | -- |
| 1. | Bob Bryan       | 36 |
| 1. | Mike Bryan      | 36 |
| 3. | Daniel Nestor   | 28 |
| 4. | Todd Woodbridge | 18 |
| 5. | Mark Knowles    | 17 |

^  en negreta jugadors en actiu.